# Shinya Sakoi
Shinya Sakoi (迫井 深也 Sakoi Shinya?), född 8 maj 1977 i Hiroshima prefektur, är en japansk före detta fotbollsspelare.
Sakoi började sin karriär 2000 i FC Tokyo. 2001–02 blev han utlånad till Yokohama FC. 2004 blev han utlånad till Montedio Yamagata. Han avslutade karriären 2005.